# 魯本蓋拉
2°03′07″S 29°24′52″E / 2.051923°S 29.414434°E
魯本蓋拉（Rubengera），是盧旺達的城鎮，位於該國西部，由西部省負責管轄，是卡龍吉縣的首府，面積47平方公里，2012年人口33,019，人口密度每平方公里700人。